# Phaeoneuron setosum
Phaeoneuron setosum là một loài thực vật có hoa trong họ Mua. Loài này được (Hook. f.) Stapf miêu tả khoa học đầu tiên năm 1900.